# Molophilus (Molophilus) filius
Molophilus (Molophilus) filius is een tweevleugelige uit de familie steltmuggen (Limoniidae). De soort komt voor in het Neotropisch gebied.